# Kostogher
Kostogher är ett musikalbum av black metal-bandet Arckanum som släpptes 1997. Det spelades in under hösten 1995 och producerades av Niclas Bäckar och Shamaatae. Utöver Shamaatae medverkar även Lena Klarström på låtarna "Skoghens minnen vækks", "Þæn sum fran griften gangar" and "Gamall uvermark", Sataros, Björn Pettersson och Mattias Pettersson på "Gangar for raþan vinder" och Andreas Sten på "Skoghens minnen vækks" och "Gamall uvermark".

## Övrigt
Albumet har en medvetet låg volym för att få lyssnarna att höja volymen, vilken sedan skall få åskan i slutet av "Skoghens minnen vækks" att spräcka deras högtalare. Fotografierna är tagna av Fredrik Bäckar och övriga bilder och teckningar är gjorda av Shamaatae.

## Låtlista
1. "Skoghens minnen vækks" - 7:07
2. "Yvir min diupe marder" - 4:43
3. "Øþegarðr" - 4:07
4. "Þæn sum fran griften gangar" - 3:59
5. "Et sorghetog" -  2:42
6. "Gamall uvermark" - 3:39
7. "Oþer trulhøyghda" - 8:07
8. "Gangar for raþan vinder" - 4:00
9. "Bedrøvelse" - 5:10
10. "Ir bister ensaminhet iagh ugla" - 3:56
11. "Græmelse ok væ" - 3:55
12. "Kri til dødha daghi" - 6:21